# Saint-André-les-Alpes
Saint-André-les-Alpes is een gemeente in het Franse departement Alpes-de-Haute-Provence (regio Provence-Alpes-Côte d'Azur). De plaats maakt deel uit van het arrondissement Castellane. Saint-André-les-Alpes telde op 1 januari 2022 1.030 inwoners.

## Geografie
De oppervlakte van Saint-André-les-Alpes bedroeg op 1 januari 2022 47,46 vierkante kilometer; de bevolkingsdichtheid was toen 21,7 inwoners per km².
De onderstaande kaart toont de ligging van Saint-André-les-Alpes met de belangrijkste infrastructuur en aangrenzende gemeenten.

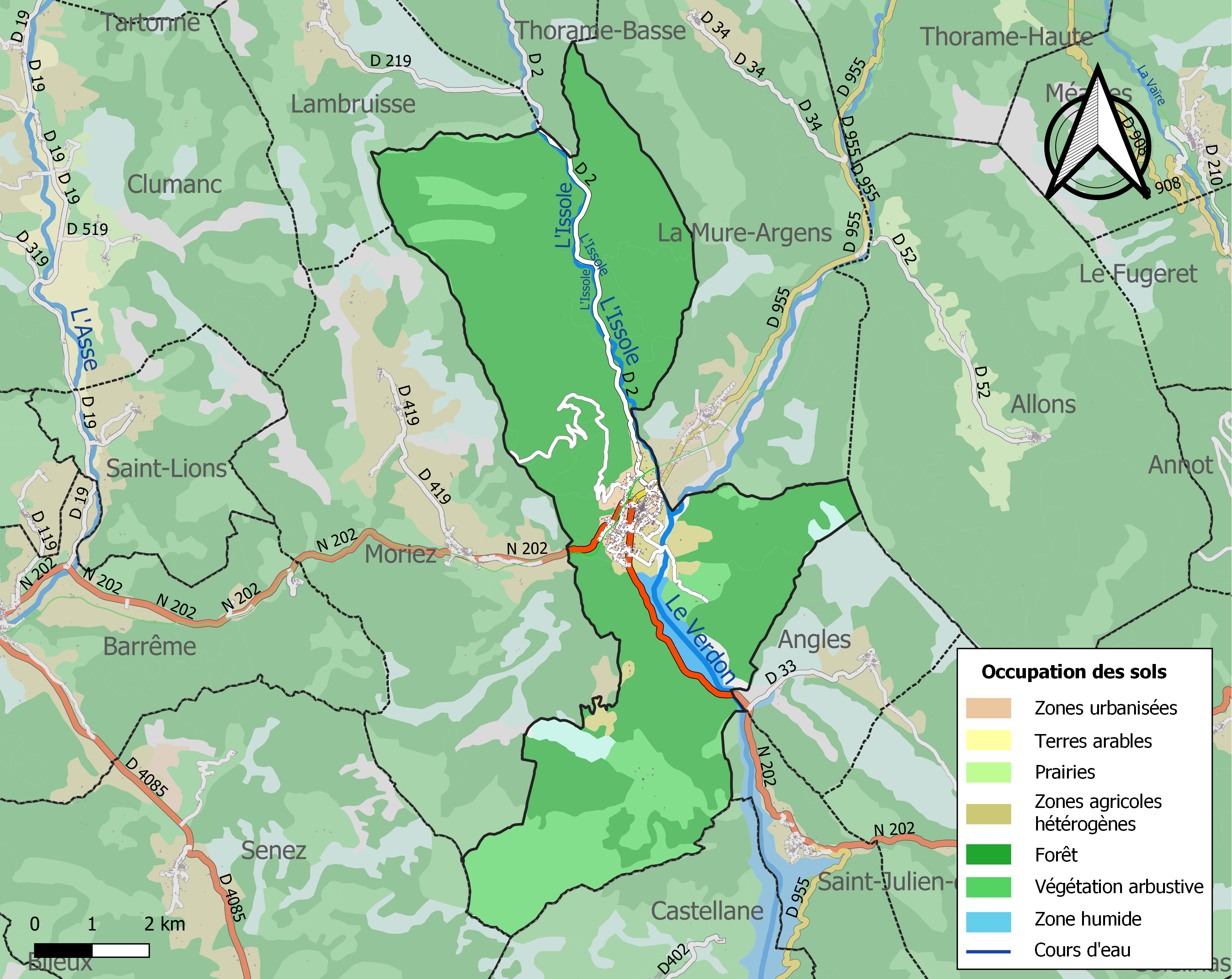

## Verkeer en vervoer
In de gemeente ligt spoorwegstation Saint-André-les-Alpes.

## Demografie
Onderstaande figuur toont het verloop van het inwonertal (bron: INSEE-tellingen).
Vanwege een beveiligingsprobleem met de MediaWiki Graph-software is het momenteel niet mogelijk deze grafiek weer te geven. Zodra de software is bijgewerkt zal de grafiek vanzelf weer zichtbaar worden.

## Afbeeldingen

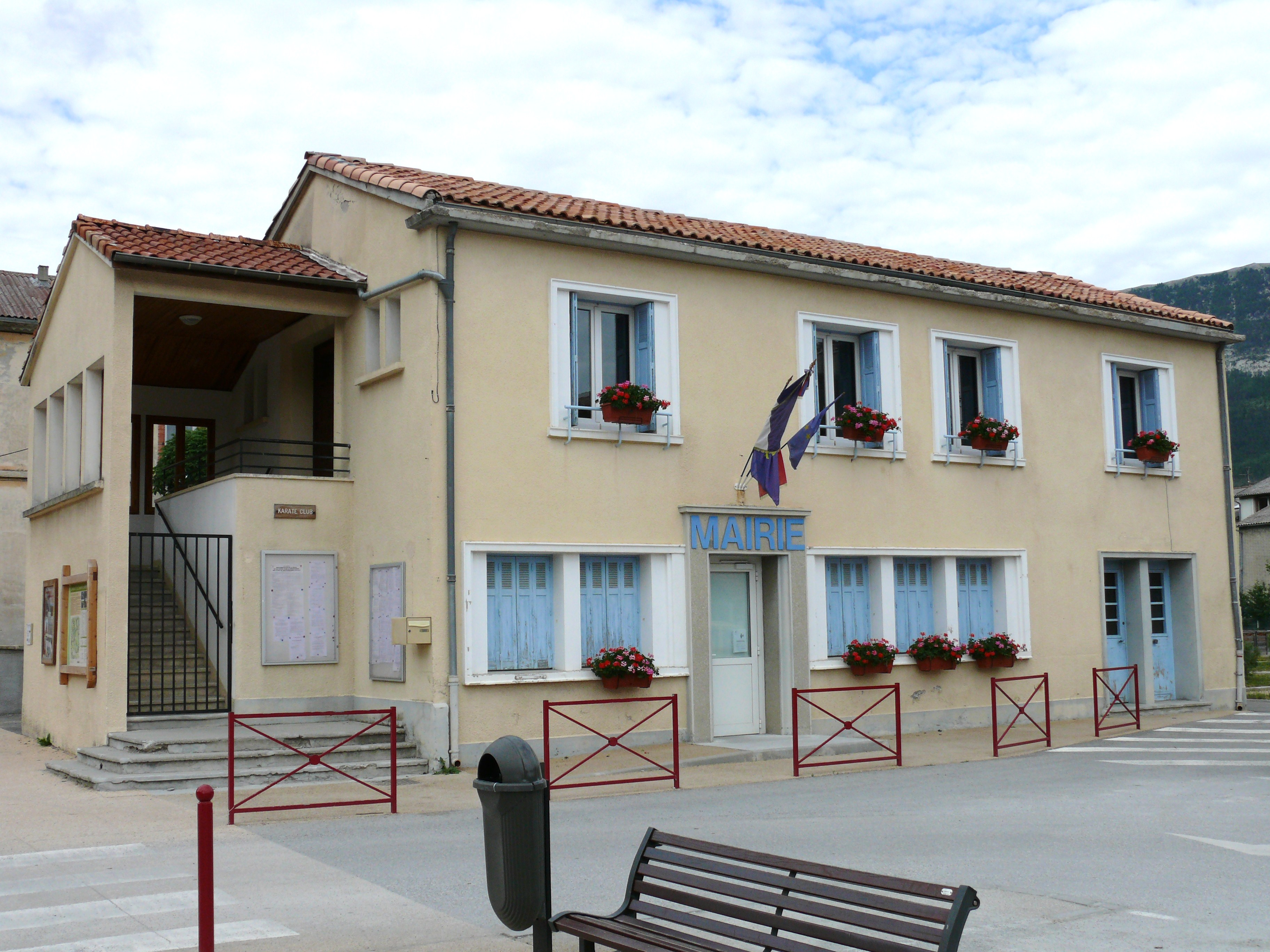
Gemeentehuis
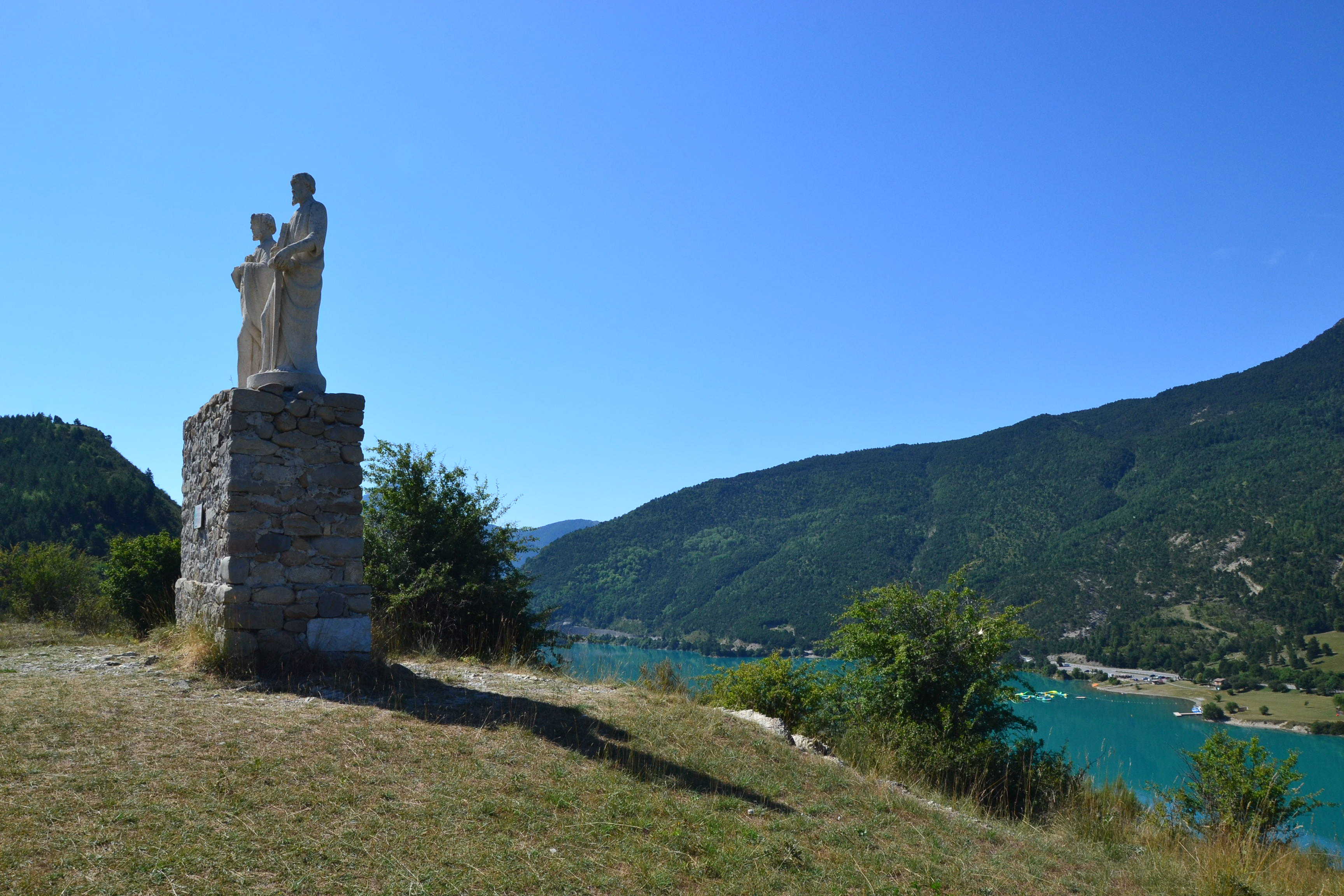
Beelden van de apostelen Petrus en Paulus boven het Lac de Castillon